# LK-99
LK-99 — запропонований корейськими дослідниками надпровідник кімнатної температури та тиску навколишнього середовища, сіро-чорний на вигляд. LK-99 має гексагональну структуру, незначно модифіковану з апатиту свинцю, і, як стверджується, поводиться, як надпровідник за температури нижче 400 К (127 °C; 260 °F).   Матеріал був досліджений командою Sukbae Lee та Ji-Hoon Kim. Назва матеріалу LK-99 походить від ініціалів двох дослідників, доктора Лі, та доктора Кіма, та року відкриття (1999).  Заявку на патент було подано у 2021 році та видано 3 березня 2023 року  Заявку на торговельну марку «LK-99» у Кореї було подано 4 квітня 2023 року Центром досліджень квантової енергії.  з Корейського інституту науки і технологій (KIST).  Станом на 26 липня 2023 відкриття LK-99 не було рецензовано або незалежно відтворено. 
Хімічний склад LK-99 близький до Pb9Cu1(PO4)6O, у якому, порівняно з чистим апатитом свинцю (Pb10(PO4)6O), приблизно чверть іонів Pb(2) заміщена іонами Cu(II).  Ця часткова заміна іонів Pb 2+ (розміром 133 пікометри) іонами Cu 2+ (розміром 87 пікометрів) призводить до зменшення об’єму на 0,48%, створюючи внутрішню напругу всередині матеріалу. .
Внутрішня напруга спричиняє квантову яму гетеропереходу між Pb(1) і киснем у фосфаті ([PO4]3−), утворюючи надпровідну квантову яму (SQW). :10 Лі та інші стверджують, що продемонстрували, що LK-99 реагує на магнітне поле (ефект Мейснера), коли для нанесення LK-99 на немагнітний зразок міді використовується хімічне осадження з парової фази. :4 Чисті апатити свинцю є ізолятором, але Лі та інші стверджують, що легований міддю апатит свинцю, що утворює LK-99, є надпровідником або, за вищих температур, металом. :5
Sukbae Lee та Ji-Hoon Kim синтезували матеріал LK-99  шляхом виробництва ланаркіту, змішуючи порівну порошки оксиду свинцю (II) (PbO) і сульфату свинцю (II) (Pb(SO4)), а потім нагріваючи при 725 °C (1 000 К; 1 340 °F) протягом 24 годин у присутності повітря: PbO + Pb(SO4) → Pb2(SO4)O
Крім того, фосфід міді (I) (Cu3P) був отриманий шляхом змішування порошків міді (Cu) і фосфору (P) у герметичній трубці під вакуумом при 10-5 торр і нагрівання до 550 °C (823 К; 1 022 °F) протягом 48 годин: Cu + P → Cu3P 
Кристали ланаркіту і фосфіду міді подрібнювали в порошок, змішували в молярному співвідношенні 1:1, поміщали в герметичну пробірку при вакуумі 10 -5 Тор і нагрівали до 925 °C (1 200 К; 1 700 °F)  протягом 10 годин: Pb2(SO4)O + Cu3P + O2 (g) → Pb10-xCux(PO4)6O + S (g)↑ 